# Ровен (Айова)
Ровен (англ. Rowan) — місто (англ. city) в США, в окрузі Райт штату Айова. Населення — 123 особи (2020).

## Географія
Ровен розташований за координатами 42°44′21″ пн. ш. 93°33′2″ зх. д. / 42.73917° пн. ш. 93.55056° зх. д. (42.739117, -93.550417).  За даними Бюро перепису населення США в 2010 році місто мало площу 1,27 км², уся площа — суходіл.

## Демографія
Згідно з переписом 2010 року, у місті мешкало 158 осіб у 67 домогосподарствах у складі 44 родин. Густота населення становила 125 осіб/км².  Було 95 помешкань (75/км²).
Расовий склад населення:
| - 100,0 % — білих |

До двох чи більше рас належало 0,0 %. Частка іспаномовних становила 9,5 % від усіх жителів.
За віковим діапазоном населення розподілялося таким чином: 19,6 % — особи молодші 18 років, 57,6 % — особи у віці 18—64 років, 22,8 % — особи у віці 65 років та старші. Медіана віку мешканця становила 44,0 року. На 100 осіб жіночої статі у місті припадало 129,0 чоловіків;  на 100 жінок у віці від 18 років та старших — 108,2 чоловіків також старших 18 років.
Середній дохід на одне домашнє господарство  становив 40 399 доларів США (медіана — 31 731), а середній дохід на одну сім'ю — 44 391 долар (медіана — 31 827). За межею бідності перебувало 22,5 % осіб, у тому числі 33,3 % дітей у віці до 18 років та 0,0 % осіб у віці 65 років та старших.
Цивільне працевлаштоване населення становило 55 осіб. Основні галузі зайнятості: роздрібна торгівля — 25,5 %, освіта, охорона здоров'я та соціальна допомога — 18,2 %, виробництво — 12,7 %, сільське господарство, лісництво, риболовля — 12,7 %.